# Cheyenne River Reservation

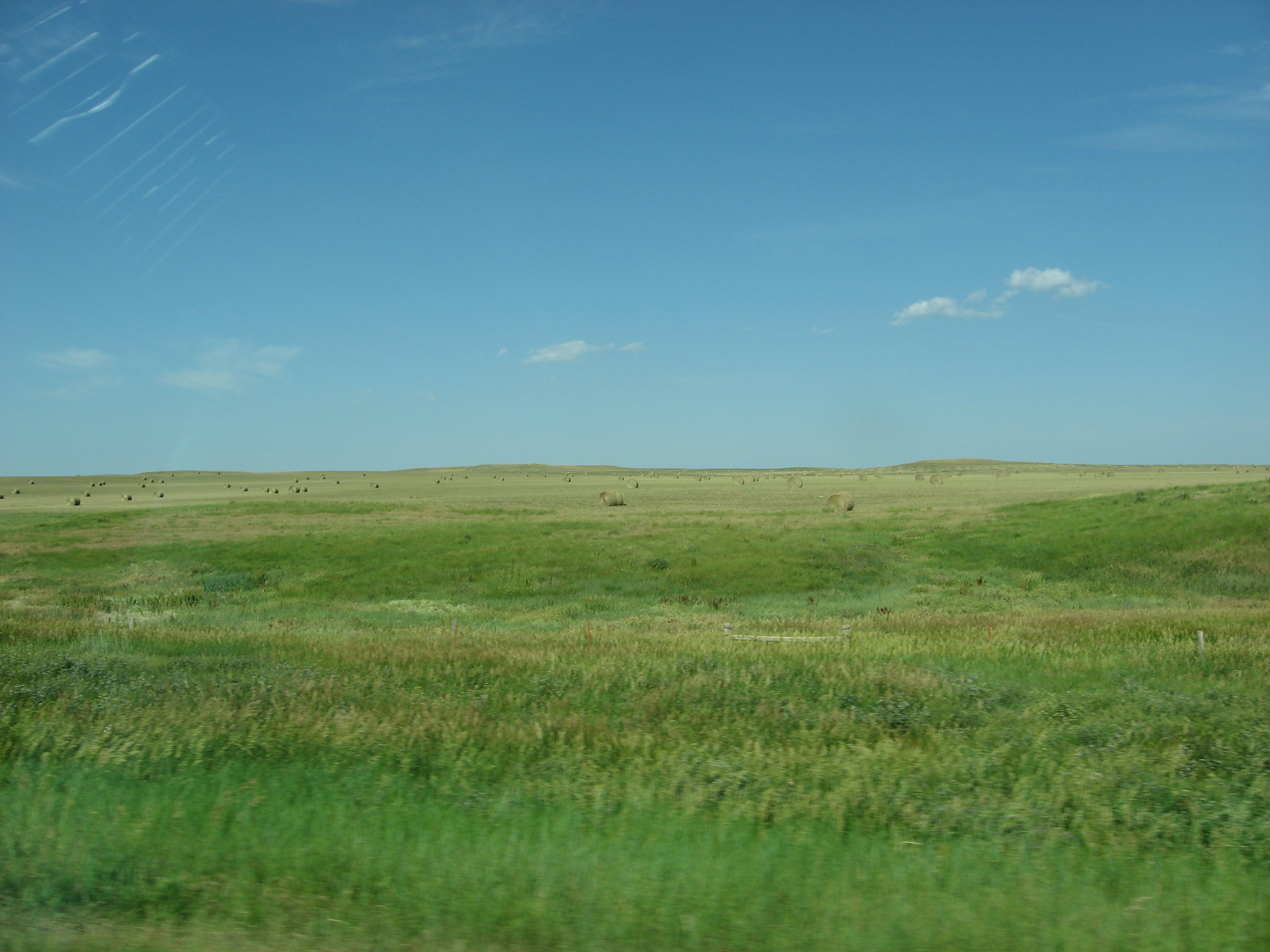
Grasland im Indianerreservat

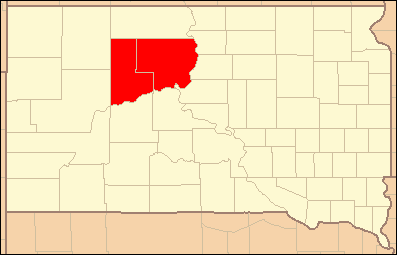
Lage des Indianerreservats in South Dakota

Die Cheyenne River Reservation ist ein Indianerreservat im US-Bundesstaat South Dakota. Mit 11.051,447 km² ist es das viertgrößte Indianerreservat der Vereinigten Staaten von Amerika. Nach einer Volkszählung im Jahr 2010 betrug die Einwohnerzahl 8470. Ursprünglich Teil des Great Sioux Reservation, wurde es 1889 vom US-Kongress aus diesem herausgelöst und vom Bureau of Indian Affairs als eigenes Reservat geführt. Das Reservat erstreckt sich über die Countys Dewey und Ziebach. Daneben besitzt es kleine Gebiete außerhalb der Reservation in den Counties Stanley, Haakon und Meade.
Der Grand River bildete die ursprüngliche nördliche Grenze des Reservats. Anfang des 20. Jahrhunderts wurden aber Gebiete an die Standing Rock Reservation abgetreten. Der Verwaltungssitz des Reservats ist Eagle Butte. 1909 wurde das Reservat für Nichtindianer geöffnet. Der berühmte Indianer Häuptling Sitting Bull lebte im Reservat.
Das Reservat selbst wird von Lakota-Sioux-Indianern bevölkert, und zwar von vier verschiedenen Gruppen, den Minneconjou (Pflanzung am Wasser), den Sihasapa (Schwarzfuß), den Oohenumpa (Zwei Kessel) und den Itazipco (Ohne Bogen).

## Geschichte

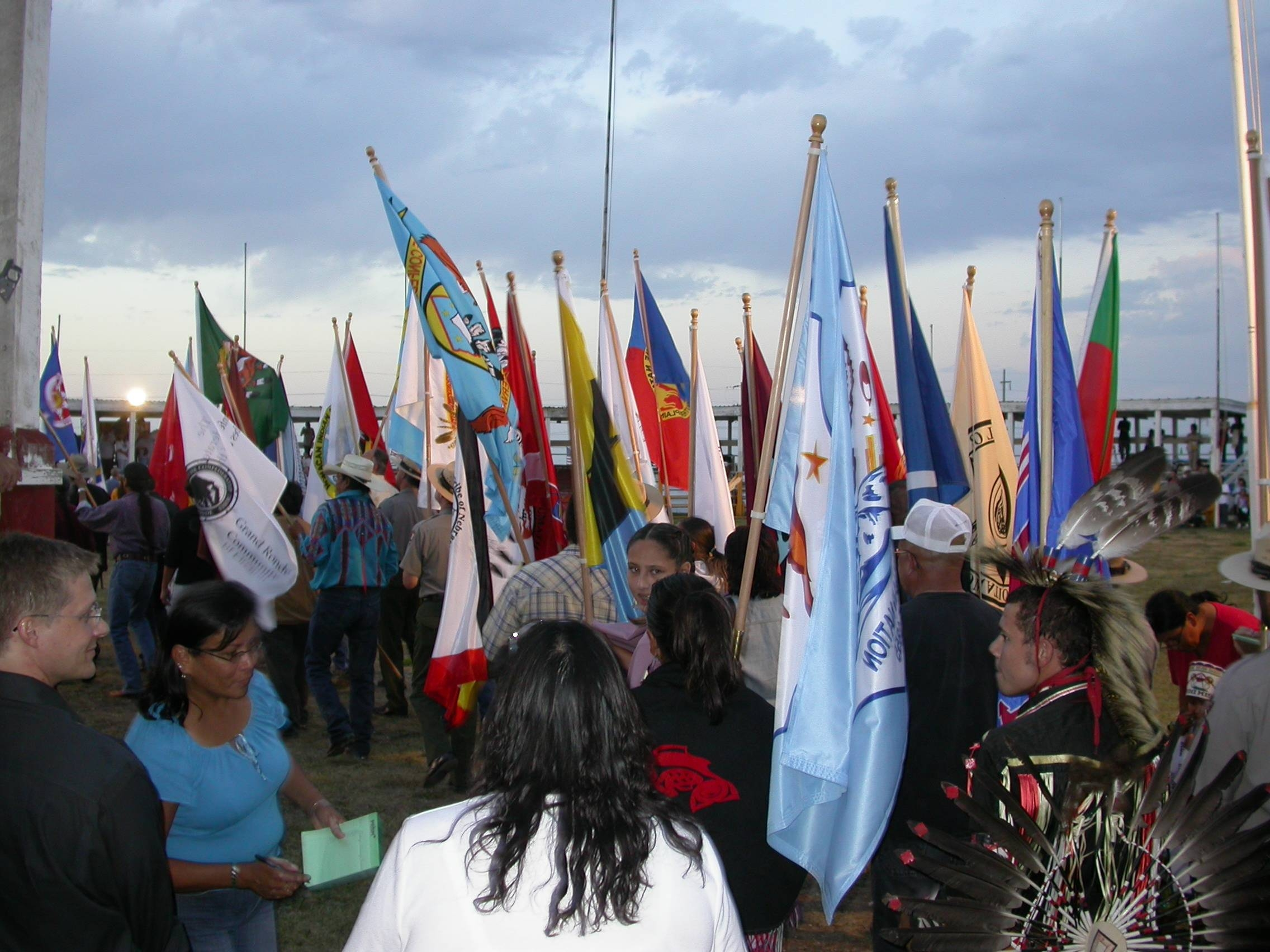
Stammes-Fahnen in Eagle Butte

Im Jahr 1868 entstand durch den zweiten Vertrag von Fort Laramie das Great Sioux Reservat. Dieser Vertrag legte das Gebiet des gesamten heutigen US-Bundesstaates South Dakota westlich des Missouri, einschließlich der Black Hills (von der Nordgrenze in Nebraska bis zum 46. Breitengrad und vom Missouri im Osten bis zum 104. Meridian im Westen) als Indianer-Land zur uneingeschränkten und unbehelligten Nutzung und Besiedlung durch die Great Sioux Nation fest.
Dem Vertrag vorausgegangen war der Red-Cloud-Krieg (1866–1868), ein Krieg, welcher vorläufig einen vollständigen Sieg der Lakota bedeutete. Deswegen waren die Sioux-Indianer in einer guten Verhandlungsposition und konnten ein großes Gebiet im heutigen South Dakota für sich „reservieren“. Zusätzlich zu dem Reservatsgebiet erhielten die Indianer weitgehende Jagd- und Fischrechte in den heutigen US-Bundesstaaten Wyoming, Montana und Nebraska. Da das Gebiet von mehreren Indianerstämmen besiedelt wurde, errichtete man mehrere Stützpunkte des Bureau of Indian Affairs im Reservatsgebiet.
Dabei entstand der Stützpunkt der „Cheyenne River Agency“ des Bureau of Indian Affairs. Der Stützpunkt war für die Oohenumpa, Minneconjou und die Itazipco Lakota zuständig. Am 17. Mai 1870 wurde neben der Agentur Fort Bennett als Basis der 17. US-Infanterie unter dem Kommando von Captain Edward P. Pearson errichtet.
Die Black Hills gelten den Lakota-Sioux als heilige Berge. Zudem stellen sie den Gegenstand zahlreicher Mythen der Lakota dar. Noch heute besuchen einige Stammesangehörige die spirituellen Orte in den Bergen, um ihre Religion auszuüben. Ursprünglich waren sie großteils Teil der Great Sioux Reservation. Eine nach dem Vertrag illegale Expedition unter George Armstrong Custer erkundete 1874 die Black Hills und fand in den Bergen Gold. Nach den Goldfunden versuchte die Regierung, die Lakota zu einer Abtretung der Bergkette zu bewegen, allerdings ohne Erfolg. Goldsucher drangen rechtswidrig in das Gebiet ein, es entwickelte sich ein Goldrausch. Konflikte im Winter 1875/76 führten zum erneuten Einsatz Custers und des 7. Kavallerie-Regiments und der Schlacht am Little Bighorn im Juni 1876. Nach der endgültigen Niederlage der Indianer im Herbst desselben Jahres wurden 1877 die Black Hills den Sioux entzogen. Dieses Gesetz der Bundesregierung wird von der Cheyenne River Reservation bis heute nicht anerkannt, da die erforderlichen Dreiviertel der männlichen Bewohner dem Vertrag nicht zugestimmt haben. Dies war aber nach dem Vertrag von Fort Laramie 1868 vorgeschrieben.
Das Great Sioux Reservat wurde am 2. März 1889 durch den Kongress der Vereinigten Staaten in mehrere kleine Reservate geteilt. Im Zuge dieser Maßnahmen wurde das jetzige Reservat gegründet.
Im Dezember 1890 versammelten sich mehrere Hundert Lakota-Indianer am Ufer des Grand River, um aus dem Reservat zu fliehen. Sie waren Anhänger der Geistertanz-Bewegung. Die Vereinigten Staaten sahen Häuptling Sitting Bull als Anführer der Unruhestifter. Deswegen sollte er von der indianischen Reservatspolizei mit Unterstützung von anrückenden Soldaten aus Fort Yates festgenommen werden. Als seine Anhänger Widerstand leisteten, wurde Sitting Bull am 15. Dezember 1890 von den Indianerpolizisten Bull Head (Tatankapah) und Red Tomahawk (Marcelus Chankpidutah) hinterrücks getötet.
Viele der Lakota des Reservats, darunter viele Geistertänzer, flohen in die nahegelegenen Badlands. Unter den Flüchtenden befand sich auch Häuptling Big Foot. Die Armee verfolgte Big Foot und seine Leute und stellte sie. Der als friedlich geltende Big Foot ergab sich und die Gruppe sollte in die Pine Ridge Reservation überführt werden. Am 29. Dezember 1890 sollte Big Foots Gruppe in der Nähe des Wounded Knee Creek entwaffnet werden. Dabei fiel ein Schuss, wahrscheinlich versehentlich auf Seiten der Indianer. Die Soldaten der 7. Kavallerie schossen daraufhin wahllos auf die wehrlosen Indianer und verübten ein Massaker an Männern, Frauen und Kindern. Selbst nach Stunden wurden noch Verwundete getötet. Sogar die Pferde der toten Indianer wurden erschossen. Insgesamt starben an diesem Tag etwa 350 Indianer.
1891 wurde die Agentur in die Nähe von Forest City am Missouri River verlegt. Fort Bennett wurde aufgegeben.
Anfang des zwanzigsten Jahrhunderts wurden Gebiete an die nördlich gelegene Standing Rock Reservation abgetreten. Ab 1948 wurden zirka 8 % der Reservatsfläche durch den Bau von Staudämmen überflutet (siehe Lake Oahe). 200.000 Acres Land gingen verloren, meist fruchtbarer Boden. Bis heute warten die Indianer auf eine Entschädigung. Die Agentur wurde 1959 nach Eagle Butte verlegt.

## Regierung
Die Regierung der Reservation wird offiziell 'Cheyenne River Sioux Tribal Council' genannt. Rechtliche Basis bildet eine Verfassung vom 17. Dezember 1935. Das 'Council' besteht aus 15 Mitgliedern, die mit Ausnahme des 'Vice-Chair' auf 4 Jahre gewählt werden. Die Executive besteht aus 4 Mitgliedern, dem Vorsitzenden (Chairman), dem stellvertretenden Vorsitzenden (Vice-Chairman), dem Sekretär (Secretary) und dem Schatzmeister (Treasurer). Das 'Council' trifft sich normalerweise am ersten Dienstag im Monat. Diese Treffen werden normalerweise Live im Radio KLND 89.5 MHz übertragen.

## Heutige Situation
Die Cheyenne River Indian Reservation ist Wohnstätte des staatlich anerkannten Cheyenne River Sioux Tribe (CRST) oder der Cheyenne River Lakota Nation (Oyate). Die Mitglieder stammen von vier der sieben Stämme der Lakota, die auch unter dem Namen Teton Sioux bekannt sind. Es handelt sich um die Minnecoujou, Two Kettle (Oohenunpa), Sans Arc (Itazipco) and Blackfoot (Sihásapa).

### Geografie
Nördlich an die Cheyenne River Indian Reservation grenzt die Standing Rock Indian Reservation, westlich liegen die Countys Meade und Perkins, der Cheyenne River bildet die südliche, der Missouri River im Lake Oahe die östliche Grenze. Das meiste Land innerhalb der Reservation ist in privater Hand. In Eagle Butte findet sich das Bureau for Indian Affairs. Die Reservation kann über die US-Bundesstraße 212 erreicht werden.

### Bevölkerung
Die Volkszählung von 2000 ergab 8470 Personen, die auf dem Gebiet der Reservation leben. Viele der 13 kleinen Gemeinden in der Cheyenne River Reservation haben kein fließendes Wasser, wodurch die Menschen in schlechten sanitären Verhältnissen leben. In den letzten Jahren wurden Wasserleitungen gelegt, die den Lake Oahe am östlichen Rand der Reservation anzapfen.
Es gibt nur wenig Arbeitsplätze in der Reservation und in den nahen Städten, weshalb viele Stammesangehörige arbeitslos sind. Zwei Drittel der Bevölkerung lebt von weniger als einem Drittel des durchschnittlichen amerikanischen Einkommens. Die schlechten Lebensumstände haben dazu beigetragen, dass unter vielen Jugendlichen ein Gefühl der Hoffnungslosigkeit und Verzweiflung herrscht. Die Zeitung Indian Country Today berichtet, dass eines von fünf Mädchen in der Cheyenne River Reservation schon an Selbstmord gedacht hat und eine von zehn diesen auch versucht hat. 2009 wurde ein modernes medizinisches Zentrum in Eagle Butte gebaut.

### Umweltkatastrophen
Am 22. Januar 2010 zerstörte ein Schnee- und Eissturm die Stromleitungen in der Reservation, wodurch Tausende ohne Strom, Warmwasser und Heizung waren. Obwohl der Staatsregierung den Notstand erklärte, kamen die Hilfsaktionen nur schleppend voran. Die Medien zeigten zunächst wenig Interesse an der Katastrophe. Am 12. Februar gelang es, die Stromversorgung wiederherzustellen, aber die allgemeine Situation blieb schlecht, da die Infrastruktur weitgehend zerstört war. Erst mit Hilfe des TV-Moderators Keith Olbermann, der die Katastrophe im Fernsehen thematisierte, wurden Gelder durch Spenden akquiriert, wodurch die nötigen Reparaturen an den Wasser- und Stromleitungen vorgenommen werden konnten.

## Persönlichkeiten
- Charles D. Roberts (1873–1966), Brigadegeneral der United States Army